# Theophilus Pinches
Theophilus Goldridge Pinches, född 1856 i London, död där den 6 juni 1934, var en brittisk assyriolog som gjorde pionjärinsatser inom sitt område.
Efter att amatörmässigt ha intresserat sig för kilskrift arbetade han 1878-1900 som assistent vid assyriologiska avdelningen inom British Museum och var därefter föreläsare i assyriologi vid University College London samt vid Institute of Archæology vid University of Liverpool.